# Nordiska sällskapet i London
Nordiska sällskapet i London grundades av danskar, norrmän och svenskar i förskingringen 1784. Sällskapets syfte var att "arbeta i nordiska litteraturen, ekonomin, handelsvetenskapen och de fria konsterna, samt att därjämte sinsemellan bibehålla deras eget modersmål i renhet och prydlighet uti detta främmande land."
Sällskapet var uppbyggt som ett ordenssällskap med olika grader, där den första kallades den allmänna. Broling skriver:
"Det var en tillflykt for främlingen, i de ögonblick han eljest till äventyrs alltför lifligt hade saknat sitt fädernesland. Högre och lägre, rike och fattige sågo hvarandra på denna mötespunkt som bröder. Nation, stånd, villkor, därom var ej fråga. Talenten, konsten eller blotta namnet af Nordens son var nog, för att åtminstone på prof intagas i Sällskapets första grad, kallad den Allmänna."
Bland medlemmarna märktes Jean Abraham Grill, Peter Collett och Christopher Christian Karsten. Frans Michael Franzén skrev en sång, Sång i Nordiska sällskapet i London, tillägnad sällskapet.
Nordiska hovens representanter hedrade sällskapet med sin närvaro på sällskapets årliga högtidsdag den första torsdagen på året och vid andra nationella fester. 